# (36577) 2000 QX123
2000 QX123 (asteroide 36577) é um asteroide da cintura principal. Possui uma excentricidade de 0.17645350 e uma inclinação de 5.20038º.
Este asteroide foi descoberto no dia 25 de agosto de 2000 por LINEAR em Socorro.